# Герб комуни Ельвкарлебю
Герб комуни Ельвкарлебю (швед. Älvkarleby kommunvapen) — символ шведської адміністративно-територіальної одиниці місцевого самоврядування комуни Ельвкарлебю. 

## Історія
Герб ландскомуни Ельвкарлебю отримав королівське затвердження 1939 року. Після адміністративно-територіальної реформи, проведеної в Швеції на початку 1970-х років, муніципальні герби стали використовуватися лишень комунами. Герб комуни Ельвкарлебю зареєстровано 1974 року.

## Опис (блазон)
У синьому полі срібна хвиляста балка, в якій синій лосось з золотими плавниками і хвостом. 

## Зміст
Для герба використано сюжет з печаток парафії 1612 року з сьомгою (лососем). Вказує на риболовецькі промисли на річці Далельвен.